# Саборна црква у Краљеву
Саборна црква Свете Тројице у Краљеву је главни и највећи православни храм у Краљеву. Саборна црква у Краљеву је средишња црква Жичке епархије Српске православне цркве.

## Изградња цркве и њен историјат
Најстарији помен почетка изградње Саборне цркве у Карановцу (данашњем Краљеву) везан је за 1822. годину, када се ова црква помиње у извештају о новоподигнутим црквама у Пожешкој нахији. Јоаким Вујић у свом Путешествију кроз Србију описује карановачку цркву и наводи кнеза Милоша Обреновића као њеног ктитора. Кнез Милош је одлучио да цркву подигне баш на овом месту како би обележио значајан догађај из времена Другог српског устанка. Наиме, у шанцу покрај Карановца Милош Обреновић је лично прихватио предају Турака. Вујић описујући цркву наводи близину шанца из времена Другог српског устанка, као и то да се ту налази крушка под којом је кнез Милош прихватио предају Турака. Поред овог разлога, Милош Обреновић је подизањем цркве и ктиторском делатношћу настојао да опонаша узор који су поставили средњовековни владари.
Изградњу Саборне цркве у Краљеву прати и једна легенда, сачувана у Летопису цркве. У горњем делу Карановца (стари назив Краљева), вароши званој „Стара Чаршија“, у коме су живели Срби, била је у турско доба мала дрвена православна црква од дебелих дасака и греда. Ту је боравио кнез Милош. На месту где је кнез Милош ноћио, сањао је да има црква и да се у њој молио Богу да му помогне да би победио Турке и ослободио народ српски турског ропства. Када се пробудио, сетио се сна и рекао: „Ако Бог да, те успем да победим Турке, на овоме месту подићи ћу цркву у знак захвалности Богу“. Када је кнез Милош почео да зида цркву, наредио је да са стара црква-брвнара премести у порту нове цркве и да се у њој служи док се не сазида нова црква. Међутим осим Летописа нема других података о постојању ове цркве-брвнаре.
Летопис цркве наводи да је карановчка црква завршена 1824. године. Кнез Милош је за изградњу цркве дао 7700 гроша. Главни мајстор и организатор послова при грађењу цркве био je Јања Михаиловић (Јања Мали), који је сарађивао и радио са Николом Ђорђевићем. Њих двојица су током прве владавине кнеза Милоша били најтраженији неимари. Поред карановачке цркве, кнез Милош их је ангажовао и за подизање Конака кнегиње Љубице, конака у Топчидеру, манастира у Рачи и топчидерске цркве.
Репрезентативност цркве је још више истицала значај њеног ктитора. Црква је била подигнута од камена, у то време врло скупог материјала. За његово допремање ангажовани су најбољи мајстори. Милош Обреновић је такође финансирао израду црквеног иконостаса. Кнез je цркви 1826. године поклонио и једно јеванђеље на великом колу које je до данас сачувано. На значај и углед храма у Карановцу указује и то што су се, након Хатишерифа из 1830. године, у првој групи наручених звона за цркве у Србији из 1831. године налазила и она за цркву у Карановцу. Од звона за карановачку цркву једино су била скупља она која су била намењена за Саборну цркву у Београду.
Црква у Карановцу — Краљеву била је епископијска црква од 1859. године. До те године седиште епископа и конзисторије било је у Чачку. Но, када је епископ Јанићије Нешковић — Јања био премештен из Шапца у Чачак, он је мање времена проводио у Чачку а више у Карановцу, јер је оправљао манастир Жичу, што је доцније утицало да епископ ту трајно борави. У Карановцу (Краљеву) седиште епископа је било до 1887. године, када је седиште епископије враћено у Чачак. Краљево је поново постало седиште епископије 1890. године за време епископа Никанора. Године 1897. седиште епископије се поново премешта у Чачак, а 1934. је донета одлука да епископија буде премештена у манастир Жичу.

## Изглед цркве
Иако првобитни изглед цркве није познат, честе интервенције нису измениле архитектонски пројекат. Ово је једнобродна подужна грађевина ca полукружном апсидом у источном делу и две мање бочне певнице полукружног облика. Захваљујући овоме источни део цркве има облик тролиста, што је карактеристично за моравску школу. Наос je подељен у три травеја, рашчлањен снажно истуреним пиластрима на које се ослањају ојачани лукови полуобличастог свода. У западном делу цркве налази се припрата са галеријом и двоспратним звоником. У почетку је наос био јединствен, без дрвене галерије (тј. хора). Унутрашњост цркве осветљена је помоћу 7 прозора изведених у духу класицизма. Црква првобитно није имала звоник. У Летопису цркве стоји да je 1839. године дозидан торањ, али на основу податка да је Општина настојала да се 1844. године задужи за 400 дуката са намером да се звоник подигне, његову изградњу би требало померити на ту годину. 
Године 1846. било је потребно извршити оправку торња и крова срушеног у олуји. У време владавине краља Александра Обреновића, 1894. године на на оправку цркве је утрошено око 8000 динара. Велика реконструкција цркве је извршена и у периоду од 1945. до 1952. године. Након тога, нове конзерваторске радове извео је 1984. Републички завод за заштиту споменика културе. Обнова је трајала више месеци, а радови су са успехом изведени. Црква добија велику икону Свете Тројице, као и још неколико других икона. 24. маја 1991. завршена је електрификација звона, што је умногоме олакшало његову употребу. У току лета 1998. године урађена је велика поправка Цркве Свете Тројице од темеља до крова. Током 2003. и 2004. године Завод у Краљеву извео је конзерваторске радове на изради дренажног канала, реконструкцији фасаде и кровној конструкцији цркве. У сарадњи са Заводом у Ваљеву, после земљотреса 2010. године, израђен је Пројекат санације цркве Св. Тројице у Краљеву. Године 2013. Завод је извео конзервацију иконостаса и дрвених делова галерије.

## Иконостас
Иконостас за карановачку цркву је наручен око 1827. године. Првобитни иконостас је имао четири престоне иконе и по неким подацима пренет је у цркву Пророка Илије у Сирчи, саграђену 1876. године. Ипак, данашњи иконостас у цркви у Сирчи не може бити првобитни иконостас карановачке цркве. Не зна се колико дуго је карановачка црква остала без иконостаса. Нови иконостас потиче из друге половине 19. века и његов аутор је Никола Марковић. Могући наручилац новог иконостаса је био владика Јоаникије Нешковић, који је нови иконостас највероватније наручио јер је постојећи иконостас био дотрајао. Уколико је епископ Јоаникије заиста наручио нови иконостас, то значи да је он наручен најкасније 1873. године јер је ове године епископ преминуо. Са друге стране, у Архиву Србије постоје подаци који показују да су у периоду од 1869. до 1874. године утрошена знатна средства за обнову цркве. Такође, стилском анализом иконостаса и његовим упоређивањем са другим иконостасима који су дело Николе Марковића, може се закључити да је Марковић на овом иконостасу највероватније радио крајем шездесетих и почетком седамдесетих година 19. века.